# E-Prix de Buenos Aires de 2016
El Buenos Aires ePrix del 2016, oficialmente 2015-16 FIA Formula E Buenos Aires ePrix, fue una carrera de monoplazas eléctricos del campeonato de la FIA de Fórmula E que transcurrió el 6 de febrero de 2016 en el Circuito callejero de Puerto Madero en Buenos Aires, Argentina.

## Entrenamientos libres

### Primeros libres
| Pos. | N.º | Piloto                 | Equipo           | Tiempo     | Diferencia | Vueltas |
| ---- | --- | ---------------------- | ---------------- | ---------- | ---------- | ------- |
| 1    | 2   | Sam Bird               | DS Virgin Racing | 1:09.913   |            | 21      |
| 2    | 66  | Daniel Abt             | Audi Sport ABT   | 1:10.302   | +0.389     | 21      |
| 3    | 1   | Nelson Piquet, Jr.     | NEXTEV TCR       | 1:10.717   | +0.804     | 20      |
| 4    | 88  | Oliver Turvey          | NEXTEV TCR       | 1:10.752   | +0.839     | 21      |
| 5    | 9   | Sébastien Buemi        | Renault e.Dams   | 1:10.880   | +0.967     | 23      |
| 6    | 11  | Lucas di Grassi        | Audi Sport ABT   | 1:11.152   | +1.239     | 22      |
| 7    | 4   | Stéphane Sarrazin      | Venturi          | 1:11.232   | +1.319     | 19      |
| 8    | 8   | Nicolas Prost          | Renault e.Dams   | 1:11.291   | +1.378     | 22      |
| 9    | 27  | Robin Frijns           | Andretti         | 1:11.429   | +1.516     | 12      |
| 10   | 55  | António Félix da Costa | Team Aguri       | 1:11.690   | +1.777     | 20      |
| 11   | 6   | Loïc Duval             | Dragon Racing    | 1:11.948   | +2.035     | 18      |
| 12   | 12  | Mike Conway            | Venturi          | 1:12.209   | +2.296     | 22      |
| 13   | 7   | Jérôme d'Ambrosio      | Dragon Racing    | 1:12.209   | +2.296     | 22      |
| 14   | 77  | Salvador Duran         | Team Aguri       | 1:12.343   | +2.430     | 21      |
| 15   | 28  | Simona de Silvestro    | Andretti         | 1:12.432   | +2.519     | 11      |
| 16   | 21  | Bruno Senna            | Mahindra Racing  | 1:12.440   | +2.527     | 21      |
| 17   | 23  | Nick Heidfeld          | Mahindra Racing  | 1:12.578   | +2.665     | 15      |
| 18   | 25  | Jean-Éric Vergne       | DS Virgin Racing | Sin Tiempo |            |         |

### Segundos libres
| Pos. | N.º | Piloto                 | Equipo           | Tiempo     | Diferencia | Vueltas |
| ---- | --- | ---------------------- | ---------------- | ---------- | ---------- | ------- |
| 1    | 9   | Sébastien Buemi        | Renault e.Dams   | 1:08.771   |            | 19      |
| 2    | 11  | Lucas di Grassi        | Audi Sport ABT   | 1:09.310   | +0.539     | 11      |
| 3    | 8   | Nicolas Prost          | Renault e.Dams   | 1:09.311   | +0.540     | 22      |
| 4    | 2   | Sam Bird               | DS Virgin Racing | 1:09.485   | +0.714     | 16      |
| 5    | 55  | António Félix da Costa | Team Aguri       | 1:09.490   | +0.719     | 11      |
| 6    | 7   | Jérôme d'Ambrosio      | Dragon Racing    | 1:09.695   | +0.924     | 15      |
| 7    | 4   | Stéphane Sarrazin      | Venturi          | 1:09.795   | +1.024     | 14      |
| 8    | 1   | Nelson Piquet, Jr.     | NEXTEV TCR       | 1:10.089   | +1.318     | 19      |
| 9    | 12  | Mike Conway            | Venturi          | 1:10.262   | +1.491     | 21      |
| 10   | 6   | Loïc Duval             | Dragon Racing    | 1:10.301   | +1.530     | 16      |
| 11   | 27  | Robin Frijns           | Andretti         | 1:10.303   | +1.532     | 5       |
| 12   | 23  | Nick Heidfeld          | Mahindra Racing  | 1:10.490   | +1.719     | 13      |
| 13   | 28  | Simona de Silvestro    | Andretti         | 1:10.527   | +1.756     | 6       |
| 14   | 88  | Oliver Turvey          | NEXTEV TCR       | 1:10.556   | +1.785     | 22      |
| 15   | 66  | Daniel Abt             | Audi Sport ABT   | 1:10.594   | +1.823     | 14      |
| 16   | 77  | Salvador Duran         | Team Aguri       | 1:10.595   | +1.824     | 12      |
| 17   | 21  | Bruno Senna            | Mahindra Racing  | 1:10.710   | +1.939     | 18      |
| 18   | 25  | Jean-Éric Vergne       | DS Virgin Racing | Sin Tiempo |            |         |

## Clasificación

### Resultados
| Pos. | N.º | Piloto                 | Equipo           | Tiempo   | Diferencia | P. |
| ---- | --- | ---------------------- | ---------------- | -------- | ---------- | -- |
| 1    | 4   | Stéphane Sarrazin      | Venturi          | 1:09.236 |            | ?* |
| 2    | 55  | António Félix da Costa | Team Aguri       | 1:09.381 | +0.145     | ?* |
| 3    | 8   | Nicolas Prost          | Renault e.Dams   | 1:09.473 | +0.237     | ?* |
| 4    | 2   | Sam Bird               | DS Virgin Racing | 1:09.474 | +0.238     | ?* |
| 5    | 12  | Mike Conway            | Venturi          | 1:09.602 | +0.366     | ?* |
| 6    | 27  | Robin Frijns           | Andretti         | 1:09.616 | +0.380     | 6  |
| 7    | 11  | Lucas di Grassi        | Audi Sport ABT   | 1:09.677 | +0.441     | 7  |
| 8    | 66  | Daniel Abt             | Audi Sport ABT   | 1:09.814 | +0.578     | 8  |
| 9    | 1   | Nelson Piquet, Jr.     | NEXTEV TCR       | 1:09.931 | +0.695     | 9  |
| 10   | 7   | Jérôme d'Ambrosio      | Dragon Racing    | 1:10.067 | +0.831     | 10 |
| 11   | 88  | Oliver Turvey          | NEXTEV TCR       | 1:10.126 | +0.890     | 11 |
| 12   | 6   | Loïc Duval             | Dragon Racing    | 1:10.130 | +0.894     | 12 |
| 13   | 23  | Nick Heidfeld          | Mahindra Racing  | 1:10.321 | +1.085     | 13 |
| 14   | 28  | Simona de Silvestro    | Andretti         | 1:10.446 | +1.210     | 14 |
| 15   | 25  | Jean-Éric Vergne       | DS Virgin Racing | 1:10.581 | +1.345     | 15 |
| 16   | 21  | Bruno Senna            | Mahindra Racing  | 1:11.306 | +2.070     | 16 |
| 17   | 77  | Salvador Duran         | Team Aguri       | 1:13.256 | +4.020     | 17 |
| 18   | 9   | Sébastien Buemi        | Renault e.Dams   | 1:19.421 | +10.185    | 18 |

Notas:
- - Las primeras 5 posiciones de la parrilla van a ser determinadas por una Super Pole.

### Super Pole
| Pos. | N.º | Piloto                 | Equipo           | Tiempo   | Diferencia | P. |
| ---- | --- | ---------------------- | ---------------- | -------- | ---------- | -- |
| 1    | 2   | Sam Bird               | DS Virgin Racing | 1:09.420 |            | 1  |
| 2    | 8   | Nicolas Prost          | Renault e.Dams   | 1:09.751 | +0.331     | 2  |
| 3    | 55  | António Félix da Costa | Team Aguri       | 1:09.761 | +0.341     | 3  |
| 4    | 4   | Stéphane Sarrazin      | Venturi          | 1:10.298 | +0.878     | 4  |
| 5    | 12  | Mike Conway            | Venturi          | 1:12.391 | +2.971     | 5  |

## Carrera

### Resultados
| Pos. | N.º | Piloto                 | Equipo           | Vtas. | Tiempo/Retirado | P. | Puntos |
| ---- | --- | ---------------------- | ---------------- | ----- | --------------- | -- | ------ |
| 1    | 2   | Sam Bird               | DS Virgin Racing | 35    | 45:28.385       | 1  | 28*    |
| 2    | 9   | Sébastien Buemi        | Renault e.Dams   | 35    | +0.716          | PL | 18     |
| 3    | 11  | Lucas di Grassi        | Audi Sport ABT   | 35    | +7.525          | 7  | 15     |
| 4    | 4   | Stéphane Sarrazin      | Venturi          | 35    | +9.415          | 4  | 12     |
| 5    | 8   | Nicolas Prost          | Renault e.Dams   | 35    | +11.316         | 2  | 10     |
| 6    | 6   | Loïc Duval             | Dragon Racing    | 35    | +15.660         | 12 | 8      |
| 7    | 23  | Nick Heidfeld          | Mahindra Racing  | 35    | +16.444         | 13 | 6      |
| 8    | 27  | Robin Frijns           | Andretti         | 35    | +18.685         | 6  | 4      |
| 9    | 88  | Oliver Turvey          | NEXTEV TCR       | 35    | +22.007         | 11 | 2      |
| 10   | 21  | Bruno Senna            | Mahindra Racing  | 35    | +22.456         | 16 | 1      |
| 11   | 25  | Jean-Éric Vergne       | DS Virgin Racing | 35    | +24.482         | 15 |        |
| 12   | 1   | Nelson Piquet, Jr.     | NEXTEV TCR       | 35    | +24.641         | 9  |        |
| 13   | 66  | Daniel Abt             | Audi Sport ABT   | 35    | +27.998         | 8  |        |
| 14   | 28  | Simona de Silvestro    | Andretti         | 35    | +36.171         | 14 |        |
| 15   | 12  | Mike Conway            | Venturi          | 35    | +39.581         | 5  |        |
| 16   | 7   | Jérôme d'Ambrosio      | Dragon Racing    | 34    | Caja de cambios | 10 | 2*     |
| Ret  | 55  | António Félix da Costa | Team Aguri       | 17    | Rueda           | 3  |        |
| Ret  | 77  | Salvador Duran         | Team Aguri       | 14    | Rueda           | 17 |        |

Notas:
- - Tres puntos para el que marco la pole position (Sam Bird).
- - Dos puntos para el que marco la vuelta rápida en carrera (Jérôme d'Ambrosio).